# Yedid Nefesh
Yedid Nefesh (en hebreo: יְדִיד נֶפֶש) (en español: amigo del alma) es el título de un piyut. Generalmente es cantado en el día de reposo judío, el Shabat.

## Tradiciones y origen
Algunos lo cantan entre el servicio de Minjá, la oración de la tarde del viernes y el comienzo del Shabat. Kabalat Shabat, significa dar la bienvenida al Shabat, y también es una colección de salmos generalmente cantados para dar la bienvenida a la Reina del Shabat, la bendición que desciende desde arriba durante la noche del viernes.
Muchos judíos la cantan durante Seudah Shlishit (la tercera comida de Shabat; la primera es el viernes por la noche, la segunda el sábado al mediodía y la tercera el sábado antes del anochecer).
Muchos jasidim lo recitan y lo cantan cada mañana antes de comenzar la sección Pesukei Dezimrá del servicio religioso de Shajarit, la oración de la mañana, para despertar su amor por Dios, antes de las alabanzas de Pesukei Dezimrá.
Este poema se atribuye comúnmente al cabalista del siglo XVI, el Rabino Elazar ben Moshe Azikri (1533-1600), quien lo publicó por primera vez en su obra Sefer Jaredim publicado en Venecia en 1601, pero Azikri no reclamó su autoría. Otros posibles autores pueden ser los judíos Yehudah Halevi o Israel ben Moshé Najara.
La filosofía de Azikri se centró en el intenso amor que uno debe sentir por Dios, un tema que es evidente en este piyut. Las primeras letras de cada uno de los cuatro versículos, forman el nombre de Dios en el judaísmo.